# Eusandalum bambeyi
Eusandalum bambeyi är en stekelart som beskrevs av Jean Risbec 1951. Eusandalum bambeyi ingår i släktet Eusandalum och familjen hoppglanssteklar. Inga underarter finns listade i Catalogue of Life.